# Code de répétition
 (mai 2021).
Si vous disposez d'ouvrages ou d'articles de référence ou si vous connaissez des sites web de qualité traitant du thème abordé ici, merci de compléter l'article en donnant les références utiles à sa vérifiabilité et en les liant à la section « Notes et références ».
Le code de répétition est une solution simple pour se prémunir des erreurs de communication dues au bruit dans un canal binaire symétrique. C'est une technique de codage de canal, c'est-à-dire un code correcteur.

## Technique de codage
Il s'agit d'envoyer plusieurs copies de chaque bit à être transmis. Autrement dit, ce code de répétition encode la transmission des bits ainsi (sur trois bits) :
{\displaystyle 0\rightarrow 000}
{\displaystyle 1\rightarrow 111}
La première chaîne de caractères est appelée le 0 logique et la deuxième, le 1 logique puisqu'elles jouent le rôle de 0 et 1 respectivement. 

## Technique de décodage
Le décodage se fait par vote majoritaire. Par exemple, si le message reçu n'est ni le 0 logique ni le 1 logique, mais la chaîne de caractères 001, alors le plus souvent, c'est un 0 logique qui a été transmis à la source. On peut démontrer que si {\displaystyle p<1/2}, alors la probabilité d'erreur de communication avec le code de répétition est inférieure à {\displaystyle p}, la probabilité d'erreur du canal binaire symétrique, i.e. du code trivial.

## Considérations par rapport aux codes correcteurs
Rendre l'information redondante est l'idée derrière le codage de canal et donc derrière tous les codes correcteurs, bien que ces techniques puissent être très élaborées (voir familles de codes). 
Même dans la communication par langage oral, le code de répétition est d'usage courant. Par exemple, si on ne comprend pas une personne parlant avec un fort accent, on lui demandera de répéter. Avec les bribes d'information recueillies à chaque répétition, on finit par reconstruire le message tel qu'élaboré à la source, dans l'esprit de cette personne.